# WGS84
WGS84 je naziv elipsoida koji se koristi kao referentni koordinatni sustav. WGS84 je zamjena za WGS72.
Nastao je modificiranjem sustava Navy Navigation Satellite System Doppler Reference Frame-a (NSWC 9Z-2). To je geocentrični koordinatni sustav čije je ishodište u središtu Zemljanih masa. Os Z umjerena je prema srednjem položaju sjevernog pola od 1900. do 1905. godine. Os X leži u ekvatorijalnoj ravnini i prolazi srednjim Griničkim meridijanom. Os Y okomita je na osi X i Z i usmjerena je na istok.
WGS84 pridružen je geocentrični ekvipotencijalni elipsoid koji je definiran sljedećim parametrima:
| Parametar i vrijednost         | Opis                                 |
| a = 6,378,137 m                | Velika poluos                        |
| 1/f=1/298.257223563            | Spljoštenost                         |
| ω=7.292115 x 10-5rad x s-1     | Brzina rotacije                      |
| GM = 398,600.5km3s2            | Geocentrična gravitacijska konstanta |
| C20=-J2=(-1,082.63±0.005)x10-5 | 2. zonalna harmonika                 |
Vrijednosti parametara su preuzete iz Geodetskog Referentnog Sustava 1980 (GRS80) elipsoida. Razlika u spljoštenosti između GRS80 i WGS84 je taj što je za GRS80 određen zonalni koeficijent na šest decimala, dok je sada određen na osam, a to uzrokuje malu razliku u spljoštenosti. 
WGS84 je referenti elipsoid za GPS satelite i u uporabi će ostati do 2010. godine